# Copidognathus tetrarhachis
Copidognathus tetrarhachis is een mijtensoort uit de familie van de Halacaridae. De wetenschappelijke naam van de soort is voor het eerst geldig gepubliceerd in 2006 door Chatterjee & Chang.